# 溫代爾 (紐約州)
溫代爾（英語：Wingdale）是位於美國紐約州達奇斯縣的普查規定居民點。

## 人口
根據2020年美國人口普查的數據，溫代爾的面積為6.73平方千米，當中陸地面積為6.65平方千米，而水域面積為0.08平方千米。當地共有人口1051人，而人口密度為每平方千米156.17人。